# Proagonistes igniferus
Proagonistes igniferus is een vliegensoort uit de familie van de roofvliegen (Asilidae). De wetenschappelijke naam van de soort is voor het eerst geldig gepubliceerd in 1937 door Engel & Cuthbertson.